# Parish (New York)
Ne doit pas être confondu avec Parish (village, New York).
Parish est une ville du comté d'Oswego, dans l'État de New York, aux États-Unis.
La population était de 2 558 habitants en 2010.